# Савчук, Ольга Николаевна
Ольга Николаевна Савчук (род. 20 сентября 1987, Макеевка, Донецкая область) — украинская теннисистка; победительница трёх турниров WTA в парном разряде.

## Общая информация
Одна из двух детей Николая и Елены Савчуков; её брата зовут Иван.
Стала заниматься теннисом в семь лет; любимое покрытие — хард.

## Спортивная карьера
Первые титулы на турнирах из цикла ITF завоевала в июне 2003 года в 16-летнем возрасте. В апреле 2004 года она дебютировала в составе сборной Украины в отборочных соревнованиях Кубка Федерации. В октябре того же года в качестве Лаки-лузера дебютирует в WTA-туре, сыграв на турнире в Ташкенте, где украинская теннисистка смогла пройти в четвертьфинал. В том же месяце она побеждает на 25-тысячнике ITF в Беларуси. В феврале она выигрывает турнир такого же ранга в Швеции. В январе 2006 года впервые сыграла в основном розыгрыше турнира серии Большого шлема, приняв участие в Открытом чемпионате Австралии. Пробившись туда через квалификацию, Савчук смогла переиграть Ципору Обзилер и Елену Янкович, посеянную под 23-м номером. В третьем раунде она уступает Елене Весниной. В феврале, начав с квалификации, Савчук проходит в 1/4 финала турнира в Антверпене. В апреле она вошла в мировом рейтинге в Топ-100. На дебютном Открытом чемпионате Франции Савчук проигрывает в первом раунде Шахар Пеер, а на Уимблдонском турнире также на старте Мартине Хингис. Дебютный Открытый чемпионат США тоже завершился для украинки в первом раунде.
На Открытом чемпионате Австралии 2007 года Савчук в первом раунде проиграла Сане Мирзе. В феврале ей удалось выйти в полуфинал на турнире в Бангалоре. В апреле она попадает в четвертьфинал в Будапеште. Пробившись через квалификацию на Открытый чемпионат Франции, Ольга смогла в первом раунде обыграть россиянку Ярославу Шведову, но далее уступила Сибиль Баммер. На Открытом чемпионате США на старте она проигрывает другой представительнице России Анастасии Родионовой. На Австралийском чемпионате 2008 года в первом матче Савчук досталась в соперницы Агнешка Радваньская, которой она проигрывает в двух сетах, сумев взять лишь один гейм. Весной на грунтовых турнирах в Эшториле и Фесе Ольга вышла в четвертьфинал. В мае она достигла наивысшей позиции в карьере в одиночном рейтинге — 79-е место. На Открытом чемпионате Франции в первом раунде она проигрывает Амели Моресмо, а на Уимблдоне на той же стадии — Елене Янкович. В октябре на турнире в Ташкенте в парном разряде выигрывает первый в карьере титул WTA, выступив в дуэте с Йоаной Ралукой Олару.
В сезоне 2009 года Савчук один раз достигла стадии 1/4 финала WTA-тура в сентябре на турнире в Гуанчжоу. В феврале 2010 года в дуэте с Анастасией Екимовой она вышла в финал парных соревнований в Боготе. В конце августа на Открытом чемпионате США она впервые за два года прошла квалификационный отбор и приняла участие в основном турнире, где в первом же раунде уступила Мелани Уден. В апреле 2014 года она завоевала второй парный трофей WTA, обыграв всех на турнире в Катовице в альянсе с Юлией Бейгельзимер. В ноябре того же года совместно с представительницей Австралии Ариной Родионовой Савчук выигрывает парный турнир серии WTA 125K в Нинбо. В марте 2015 года совместно с Бейгельзимер она доходит до парного финала в Куала-Лумпуре. Летом она прошла ещё в два парных финала на турнирах в Бостаде (c Татьяной Мария) и в Баку (с Виталией Дьяченко).
В августе 2016 года Ольга приняла участие в первых в своей карьере Олимпийских играх, которые проходили в Рио-де-Жанейро. Выступив на них только в парном разряде, Савчук в дуэте с Элиной Свитолиной проигрывает в первом же раунде. На старте сезона 2017 года совместно с Йоаной Олару она вышла в парный финал турнира в Шэньчжэне, а затем победила на турнире в Хобарте. В феврале на Премьер-турнире в Дохе ей удалось выйти в парный финал в команде с Ярославой Шведовой. На кортах Ролан Гаррос Олару и Савчук доиграли до парного четвертьфинала. В 2018 году украинская теннисистка завершила профессиональную карьеру. Последним турниром для неё стал Открытый чемпионат США.

## Итоговое место в рейтинге WTA по годам
| Год  | Одиночный рейтинг | Парный рейтинг |
| 2018 |                   | 147            |
| 2017 | 839               | 33             |
| 2016 | 311               | 64             |
| 2015 | 195               | 52             |
| 2014 | 221               | 52             |
| 2013 | 175               | 84             |
| 2012 | 196               | 106            |
| 2011 | 200               | 82             |
| 2010 | 151               | 62             |
| 2009 | 164               | 81             |
| 2008 | 114               | 84             |
| 2007 | 97                | 155            |
| 2006 | 99                |                |
| 2005 | 162               | 650            |
| 2004 | 279               | 329            |
| 2003 | 432               | 525            |

## Выступления на турнирах

### Финалы турнировWTA 125иITFв одиночном разряде (10)

#### Победы (3)
| Легенда:          |
| ----------------- |
| WTA 125 (0+1*)    |
| 100.000 USD (0+1) |
| 75.000 USD (0+1)  |
| 50.000 USD (0+2)  |
| 25.000 USD (2+2)  |
| 10.000 USD (1+1)  |

| Титулы по покрытиям | Титулы по месту проведения матчей турнира |
| ------------------- | ----------------------------------------- |
| Хард (1+5*)         | Зал (2+1)                                 |
| Грунт (0+2)         | Зал (2+1)                                 |
| Трава (0)           | Открытый воздух (1+7)                     |
| Ковёр (2+1)         | Открытый воздух (1+7)                     |

* количество побед в одиночном разряде + количество побед в парном разряде.
| №  | Дата            | Турнир               | Покрытие | Соперница в финале  | Счёт    |
| 1. | 29 июня 2003    | Электросталь, Россия | Ковёр    | Екатерина Кирьянова | 6-3 6-0 |
| 2. | 31 октября 2004 | Минск, Беларусь      | Ковёр(i) | Анастасия Екимова   | 6-4 6-4 |
| 3. | 20 февраля 2005 | Бромма, Швеция       | Хард(i)  | Эмма Лайне          | 6-1 6-2 |

#### Поражения (7)
| №  | Дата            | Турнир              | Покрытие | Соперница в финале    | Счёт              |
| 1. | 7 сентября 2003 | Жуковский, Россия   | Грунт    | Алёна Бондаренко      | 2-6 3-6           |
| 2. | 5 августа 2007  | Вашингтон, США      | Хард     | Мелинда Цинк          | 5-7 5-7           |
| 3. | 25 ноября 2007  | Ополе, Польша       | Ковёр(i) | Оксана Любцова        | 6-2 4-6 4-6       |
| 4. | 11 октября 2009 | Токио, Япония       | Хард     | Жюли Куэн             | 6-7(6) 6-4 6-7(6) |
| 5. | 20 мая 2012     | Касабланка, Марокко | Грунт    | Аранча Парра Сантонха | 4-6 4-6           |
| 6. | 10 марта 2013   | Ирапуато, Мексика   | Хард     | Александра Крунич     | 6-7(4) 4-6        |
| 7. | 27 октября 2013 | Касабланка, Марокко | Грунт    | Виктория Кан          | 4-6 4-6           |

### Финалы турнировWTAв парном разряде (9)

#### Победы (3)
| Легенда: До 2009 года       | Легенда: С 2009 года  |
| --------------------------- | --------------------- |
| Турниры Большого Шлема (0)  |                       |
| Олимпиада (0)               |                       |
| Итоговый чемпионат года (0) |                       |
| 1-я категория (0)           | Premier Mandatory (0) |
| 2-я категория (0)           | Premier 5 (0)         |
| 3-я категория (0)           | Premier (0)           |
| 4-я категория (0+1*)        | International (0+2)   |
| 5-я категория (0)           | International (0+2)   |

| Титулы по покрытиям | Титулы по месту проведения матчей турнира |
| ------------------- | ----------------------------------------- |
| Хард (0+3*)         | Зал (0+1)                                 |
| Грунт (0)           | Зал (0+1)                                 |
| Трава (0)           | Открытый воздух (0+2)                     |
| Ковёр (0)           | Открытый воздух (0+2)                     |

* количество побед в одиночном разряде + количество побед в парном разряде.
| №  | Дата           | Турнир              | Покрытие | Партнёрша          | Соперницы в финале               | Счёт           |
| 1. | 5 октября 2008 | Ташкент, Узбекистан | Хард     | Йоана-Ралука Олару | Нина Братчикова Катрин Вёрле     | 5-7 7-5 [10-7] |
| 2. | 13 апреля 2014 | Катовице, Польша    | Хард(i)  | Юлия Бейгельзимер  | Клара Коукалова Моника Никулеску | 6-4 5-7 [10-7] |
| 3. | 14 января 2017 | Хобарт, Австралия   | Хард     | Йоана Ралука Олару | Габриэла Дабровски Ян Чжаосюань  | 0-6 6-4 [10-5] |

#### Поражения (6)
| №   | Дата            | Турнир                 | Покрытие | Партнёрша          | Соперницы в финале                   | Счёт           |
| 1.  | 20 февраля 2010 | Богота, Колумбия       | Грунт    | Анастасия Екимова  | Хисела Дулко Эдина Галловиц          | 2-6 6-7(6)     |
| 2.  | 8 марта 2015    | Куала-Лумпур, Малайзия | Хард     | Юлия Бейгельзимер  | Лян Чэнь Ван Яфань                   | 6-4 3-6 [4-10] |
| 3.  | 19 июля 2015    | Бостад, Швеция         | Грунт    | Татьяна Мария      | Кики Бертенс Юханна Ларссон          | 5-7 4-6        |
| 4.  | 2 августа 2015  | Баку, Азербайджан      | Хард     | Виталия Дьяченко   | Маргарита Гаспарян Александра Панова | 3-6 5-7        |
| 5.  | 7 января 2017   | Шэньчжэнь, Китай       | Хард     | Йоана Ралука Олару | Андреа Главачкова Пэн Шуай           | 1-6 5-7        |
| 19. | 18 февраля 2017 | Доха, Катар            | Хард     | Ярослава Шведова   | Абигейл Спирс Катарина Среботник     | 3-6 6-7(7)     |

### Финалы турнировWTA 125иITFв парном разряде (20)

#### Победы (8)
| №  | Дата            | Турнир               | Покрытие | Партнёрша         | Соперницы в финале                   | Счёт              |
| 1. | 29 июня 2003    | Электросталь, Россия | Ковёр    | Ирина Курьянович  | Дарья Чемарда Ирина Коткина          | 6-3 1-6 6-3       |
| 2. | 4 июля 2009     | Пособланко, Испания  | Хард     | Андреа Главачкова | Нина Братчикова Агнеш Сатмари        | 6-3 6-3           |
| 3. | 30 декабря 2011 | Тюмень, Россия       | Хард(i)  | Дарья Кустова     | Натела Дзаламидзе Маргарита Гаспарян | 6-0 6-2           |
| 4. | 20 мая 2012     | Касабланка, Марокко  | Грунт    | Рената Ворачова   | Елена Богдан Ралука Олару            | 6-1 6-4           |
| 5. | 10 марта 2013   | Ирапуато, Мексика    | Хард     | Алла Кудрявцева   | Александра Крунич Амра Садикович     | 4-6 6-2 [10-6]    |
| 6. | 14 июля 2013    | Биарритц, Франция    | Грунт    | Юлия Бейгельзимер | Вера Душевина Ана Врлич              | 2-6 6-4 [10-8]    |
| 7. | 17 ноября 2013  | Дубай, ОАЭ           | Хард     | Виталия Дьяченко  | Людмила Киченок Надежда Киченок      | 7-5 6-1           |
| 8. | 2 ноября 2014   | Нинбо, Китай         | Хард     | Арина Родионова   | Хань Синьюнь Чжан Кайлинь            | 4-6 7-6(2) [10-6] |

#### Поражения (12)
| №   | Дата            | Турнир                        | Покрытие | Партнёрша            | Соперницы в финале                                 | Счёт           |
| 1.  | 28 октября 2007 | Братислава, Словакия          | Хард(i)  | Анастасия Родионова  | Рената Ворачова Барбора Заглавова-Стрыцова         | 4-6 4-6        |
| 2.  | 4 июля 2008     | Кунео, Италия                 | Грунт    | Марина Шамайко       | Марет Ани Рената Ворачова                          | 1-6 2-6        |
| 3.  | 16 мая 2010     | Сен-Годенс, Франция           | Грунт    | Анастасия Екимова    | Клер Фёэрстен Стефани Форетц                       | 2-6 4-6        |
| 4.  | 1 октября 2010  | Нинбо, Китай                  | Хард     | Джилл Крейбас        | Чжань Цзиньвэй Чэнь И                              | 3-6 6-3 [8-10] |
| 5.  | 9 октября 2010  | Токио, Япония                 | Хард     | Урсула Радваньская   | Джилл Крейбас Тамарин Танасугарн                   | 3-6 1-6        |
| 6.  | 7 мая 2011      | Прага, Чехия                  | Грунт    | Леся Цуренко         | Дарья Кустова Арина Родионова                      | 6-2 1-6 [7-10] |
| 7.  | 15 мая 2011     | Сен-Годенс, Франция           | Грунт    | Анастасия Пивоварова | Каролин Гарсия Орели Веди                          | 3-6 3-6        |
| 8.  | 17 июня 2012    | Марсель, Франция              | Грунт    | Кристина Барруа      | Северин Бельтрам Лора Торп                         | 1-6 4-6        |
| 9.  | 27 января 2013  | Андрезье-Бутеон, Франция      | Хард(i)  | Маргарита Гаспарян   | Амра Садикович Ана Врлич                           | 7-5 5-7 [4-10] |
| 10. | 14 апреля 2013  | Поса-Рика-де-Идальго, Мексика | Хард     | Стефани Дюбуа        | Мария-Фернанда Альварес-Теран Мария-Фернанда Алвес | 2-6 3-6        |
| 11. | 8 июня 2014     | Марсель, Франция              | Грунт    | Юлия Бейгельзимер    | Лурдес Домингес Лино Беатрис Гарсия-Видагани       | 1-6 2-6        |
| 12. | 15 ноября 2014  | Дубай, ОАЭ                    | Хард     | Людмила Киченок      | Виталия Дьяченко Александра Панова                 | 6-3 2-6 [4-10] |